# Gillicus
Gillicus arcuatus és una espècie extinta de peix teleosti de l'ordre Ichthyodectiformes. Assolia els dos metres de llargada; va viure en el mar interior de l'actual Amèrica del Nord Central durant el Cretaci tardà. Com l'espècie de peix més gran emparentada, Ichthyodectes ctenodon, G. arcuatus tenia nombroses dents alineades i menjava petits peixos per succió. Gillicus també tindria dents filtradores i era també menjat pel peix emparentat, Xiphactinus. En concret, un espècimen fòssil de Xiphactinus va ser trobat per George F. Sternberg i al seu interior tenia un Gillicus arcuatus ben conservat. Aquest fòssil està exposat al Sternberg Museum of Natural History de Hays, Kansas.

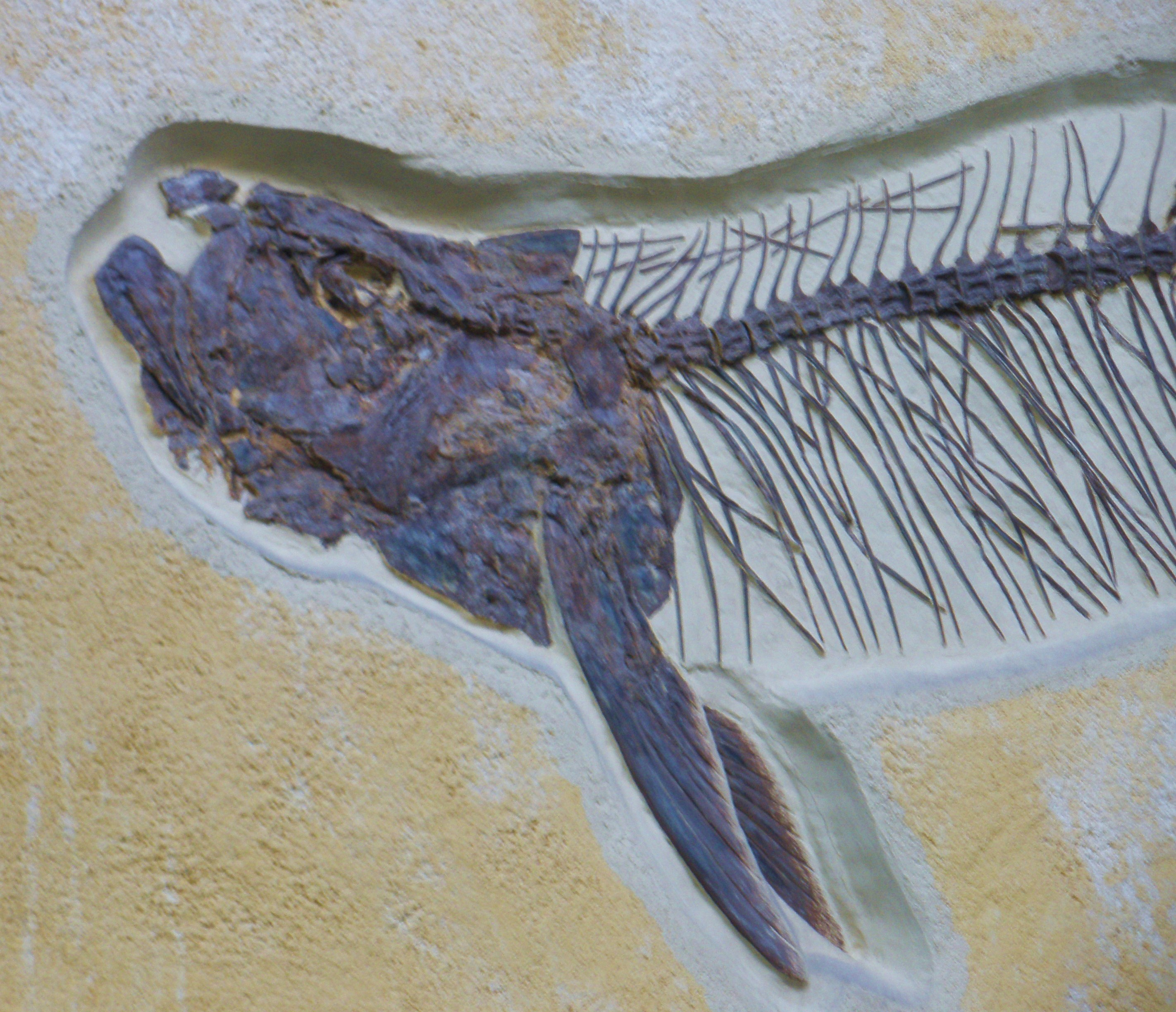
Fòssil